# Saussurea odontolepis
Saussurea odontolepis là một loài thực vật có hoa trong họ Cúc. Loài này được (Herder) Sch.Bip. ex Maxim. miêu tả khoa học đầu tiên năm 1883.